# Лепша (Архангельська область)
Лепша (рос. Лепша) — залізнична станція в Няндомському районі Архангельської області Російської Федерації.
Населення становить 76 осіб. Входить до складу муніципального утворення Няндомський муніципальний округ.

## Історія
До 2022 року входило до складу муніципального утворення Шалакуське поселення.

## Населення
| 2002 | 2010 | 2012 |
| ---- | ---- | ---- |
| 124  | ↘74  | ↗76  |